# Franco Ferrara
Franco Ferrara (Palermo, 4 juli 1911 – Florence, 6 september 1985) was een Italiaans dirigent.

## Studie
Ferrara studeerde piano, viool, orgel en compositie aan het conservatorium van Bologna. Hij begon zijn carrière in Bologna, Rome en Florence als violist in het orkest van Maggio Musicale Fiorentino (1933-1940). 
Zijn loopbaan als uitvoerend musicus duurde wegens zwakke gezondheid slechts tien jaren, van 1938-1948. Hij beperkte zich tot het opnemen van grammofoonplaten. Verder was hij als docent verbonden aan de Accademia Nazionale di Santa Cecilia in Rome.

## Docent orkestdirectie

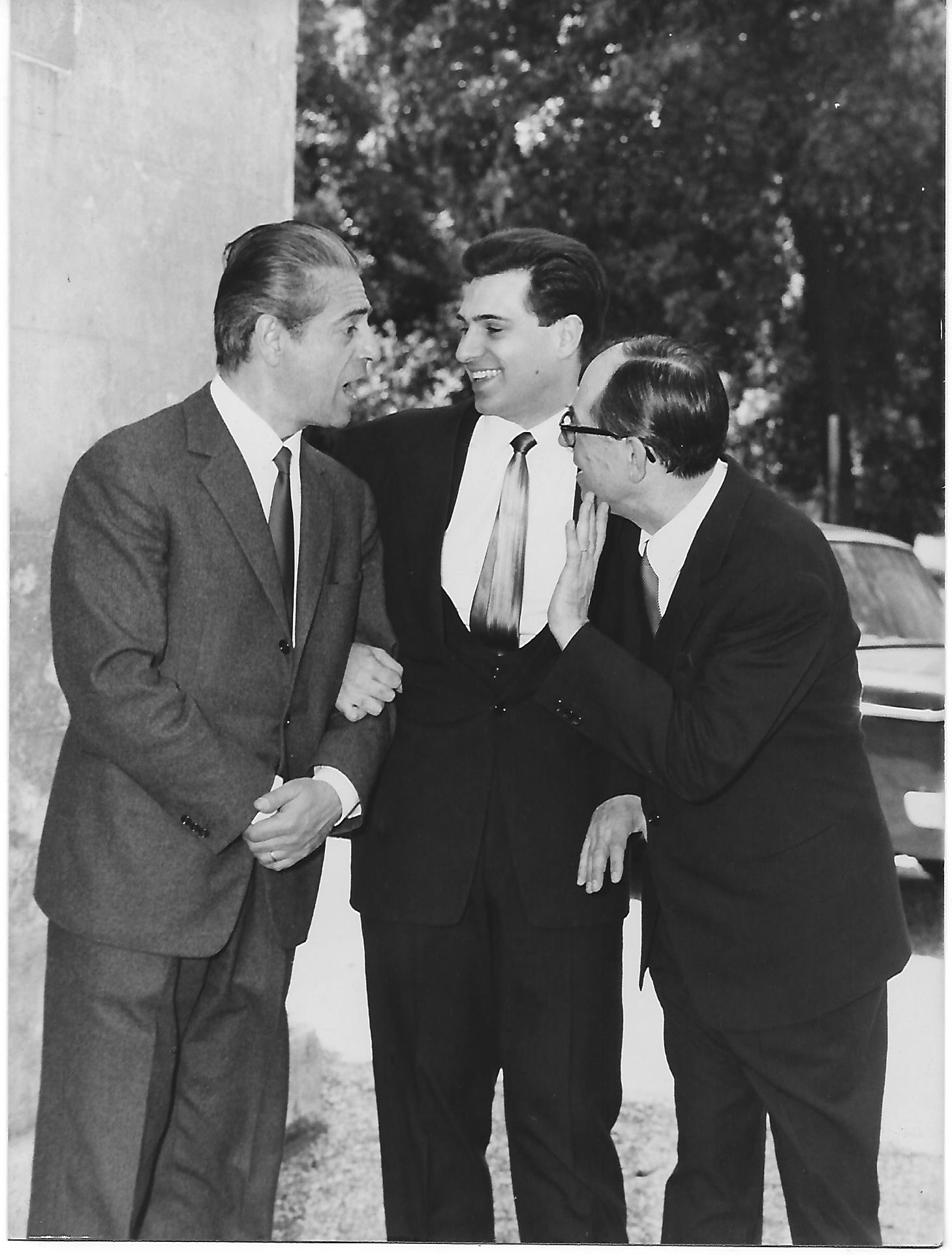
Franco Ferrara (links) in 1965

Tussen 1964 en 1985 legde Ferrara zich toe op het doceren van orkestdirectie. Zijn colleges werden bijgewoond door studenten uit de hele wereld. Velen van hen begonnen een carrière op de internationale podia. 
Buiten Italië maakte vestigde Franco Ferrara een grote naam. Hij gaf directielessen in Nederland (Hilversum) van 1958 tot 1973, in Frankrijk aan het Conservatoire de Paris, bij de Zwitserse Radio in Lugano, op het Festival "Tibor Varga" in Sion. Ook werkte hij in de Filipijnen, en in Japan. In de Verenigde Staten doceerde Ferrara aan het Curtis Institute of Music (Philadelphia) en de Juilliard School (New York).
Ongeveer 600 studenten namen deel aan de directiecursussen die Ferrara in meer dan 30 jaren gaf. Tot hen behoren Roberto Abbado, Eduardo Alvarez, Maurizio Arena, Benjamin Ashkenazy, Gürer Aykal, Maurice Bonnaerens, Riccardo Chailly, Myung-whun Chung, José María Cervera Collado, Franco Collura, Sir Andrew Davis, Bernardo Adam Ferrero, Gianluigi Gelmetti, Silvio Lamberti, Mario Lamberto, Alexandru Lascae, Giampaolo Lazzeri, Francesco Lentini, Jesús López Cobos, Antoine Mitchell, Riccardo Muti, Daniel Oren, Jorma Panula, Sef Pijpers sr., Reinhard Schwarz, Claudio Scimone, Hubert Soudant, Ernst van Tiel, Yan Pascal Tortelier en Charles de Wolff. 

## Filmmuziek
Ferrara was ook een bekende dirigent van filmmuziek. Hij dirigeerde de muziek van meer dan 70 films van regisseurs als Vittorio De Sica, Luigi Zampa, Federico Fellini en Luchino Visconti, en ook die van Toshiro Mayuzumi voor de film The Bible: In the Beginning (1966) van John Huston. Hij componeerde zelf de soundtrack voor Revak the Rebel (1960) van Rudolph Maté.